# 多田庫雄
多田 庫雄（ただ くらお、1876年（明治9年）9月30日 - 没年不明）は、大日本帝国陸軍軍人。最終階級は陸軍少将。功四級。

## 経歴・人物
東京府出身。1896年（明治29年）陸軍士官学校第7期卒業。
1918年（大正7年）7月に岐阜連隊区司令官、1919年（大正8年）7月に陸軍歩兵大佐、1921年（大正10年）7月に歩兵第13連隊長を経て、1923年（大正12年）8月に陸軍少将に昇進と同時に待命、翌月、予備役に編入した。

## 栄典
勲章等
- 1940年（昭和15年）8月15日 - 紀元二千六百年祝典記念章[3]